# Karl Weiß (Politiker, 1928)
Karl Theodor Weiß (* 14. Juli 1928 in Pforzheim; † 23. Juli 2014) war ein deutscher Politiker der SPD.

## Ausbildung und Beruf
Karl Weiß besuchte das Realgymnasium, an dem er das Abitur ablegte. Er belegte ein Studium der Rechtswissenschaften und war bis 1957 als Journalist tätig. Ab 1957 arbeitete er als Versicherungskaufmann; er war Handlungsbevollmächtigter für Organisation und Werbung. Weiß wirkte als Hauptgeschäftsführer eines deutschen Automobilclubs.

## Politik
Karl Weiß war ab 1949 Mitglied der SPD. Er fungierte als Vorsitzender des SPD-Distrikts Köln-Zollstock und war ab 1963 Mitglied des SPD-Kreisvorstandes Köln-Stadt. Mitglied der Gewerkschaft Handel, Banken und Versicherungen wurde er 1958.
Karl Weiß war vom 25. Juli 1966 bis zum 27. Mai 1975 direkt gewähltes Mitglied des 6. und 7. Landtages von Nordrhein-Westfalen für den Wahlkreis 015 Köln-Stadt II.